# Arnoldus Cobelius
Arnoldus Cobelius ou Arnold Coebel fut trésorier du comté de Hollande au XVIe siècle. Hadrianus Junius lui dédia l'un de ses ouvrages, les Emblemata (1565).